# Politik i Ningxia

Ningxias läge i Kina.

Den politiska makten i Ningxia utövas av ordföranden i Ningxia som på pappret är regionen högst rankade tjänsteman, men i praktiken har partisekreteraren i Kinas kommunistiska parti i Ningxia större makt. Enligt Folkrepubliken Kinas konstitution från 1982 är Ningxia en autonom region i vilken den huikinesiska folkgruppen åtnjuter långtgående autonomi även om konstitutionen utesluter möjligheten till självständighet.  Den autonoma regionen Ningxia befinner sig administrativt på provinsnivå, vilket betyder att ordföranden i Ningxia är jämställd med guvernörerna i landets övriga provinser.

## Partisekreterare i Ningxia
1. Pan Zili (潘自力): 1949.11-1951.
2. Zhu Min (朱敏): 1951-1952
3. Li Jinglin (李景林): 1953-1954
4. Liu Geping (刘格平): 1957-1958
5. Wang Feng (汪锋): 1958-1958
6. Li Jinglin (李景林): 1958-1959
7. Wang Feng (汪锋): 1959-1961
8. Yang Jingren (杨静仁): 1961-1967
9. Kang Jianmin (康健民): 1970-1977
10. Huo Shilian (霍士廉): 1977-1979
11. Li Xuezhi (李学智): 1979-1986
12. Shen Daren (沈达人): 1986-1989
13. Huang Huang (黄璜): 1989-1997
14. Mao Rubai (毛如柏): 1997-2002
15. Chen Jianguo (陈建国): 2002-2010
16. Zhang Yi (张毅): 2010-2013
17. Li Jianhua: 2013-2017
18. Shi Taifeng: 2017-

## Ordförande i Ningxia
1. Pan Zili (潘自力): 1949 – 1951
2. Xing Zhaotang (邢肇棠): 1951 – 1954
3. Liu Geping (刘格平): 1958 – 1960
4. Yang Jingren (杨静仁): 1960 – 1967
5. Kang Jianmin (康健民): 1968 – 1977
6. Huo Shilian (霍士廉): 1977  – 1979
7. Ma Xin (马信): 1979 – 1982
8. Hei Boli (黑伯理): 1982 – 1987
9. Bai Lichen (白立忱): 1986 – 1997
10. Ma Qizhi (马启智): 1997 – 2007
11. Wang Zhengwei (王正伟): 2007 – 2013
12. Liu Hui (刘慧): 2013 – 2016
13. Xian Hui (咸辉): 2016 –